# Deepa
Deepa (hindi : दीपा) ist ein weiblicher Vorname indischer Herkunft (deepa Sanskrit – Licht, Lampe).

## Bekannte Namensträgerinnen
- Deepa Dasmunsi (* 1960), indische Politikerin und Mitglied der 15th Lok Sabha
- Deepa Kaul (* 1944), indische Politikerin und Sozialarbeiterin
- Deepa Kumar (* 1988), indisch-amerikanische Professorin und Schriftstellerin
- Deepa Malik (* 1970), indische Athletin
- Deepa Marathe (* 1972), indische Cricket-Spielerin
- Deepa Mehta (* 1950), indisch-kanadische Regisseurin und Drehbuchautorin
- Deepa Miriam (* 1981), indische Sängerin
- Deepa Nair (* 1979), indische Schauspielerin
- Deepa Panta (* 1986), nepalesische Produzentin und Sängerin
- Deepa Parab (* 1981), indische Schauspielerin und Unterhaltungskünstlerin
- Deepa Sahi (* 1965), indische Schauspielerin und Produzentin
- Deepa Sannidhi (* 1990), indische Schauspielerin
- Deepa Sashindran (* 1974), indische Choreographin und Tänzerin